# C5N
Canal 5 Noticias, conocido por sus siglas C5N, es un canal de televisión abierta de noticias argentino. Según IBOPE, es al año 2022 uno de los canales de noticias más vistos de Argentina, detrás de TN.
Fue fundado en 2007 por el empresario y periodista Daniel Hadad, y era operado a través de su conglomerado empresarial Grupo Infobae. En abril de 2012 fue adquirido por el Grupo Indalo, y era operado por la misma sociedad, junto con otros medios del grupo como Radio 10, Minutouno.com y Ámbito Financiero, entre otros. La compra del canal junto a los otros medios, fue realizada por el empresario y entonces presidente del holding, Cristóbal López. En 2016 como parte de una reestructuración y división de bienes, el sector multimedios del grupo pasaron a manos del empresario Fabían de Sousa (entonces socio accionista y vicepresidente de Cristóbal López en el holding). La emisora se encuentra ubicada en el barrio de Chacarita en la Ciudad de Buenos Aires, lugar donde en 2017 fue trasladado junto a los otros medios del grupo dónde funcionaba la productora de Showmatch.

## Historia

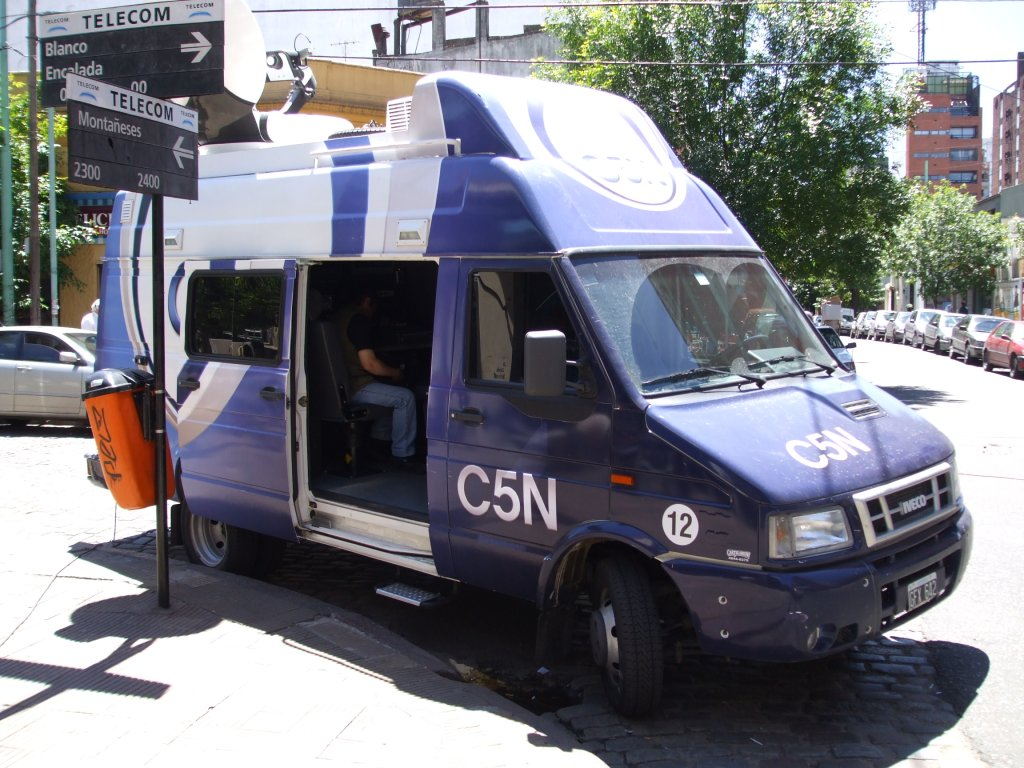
Móvil de C5N en Buenos Aires.

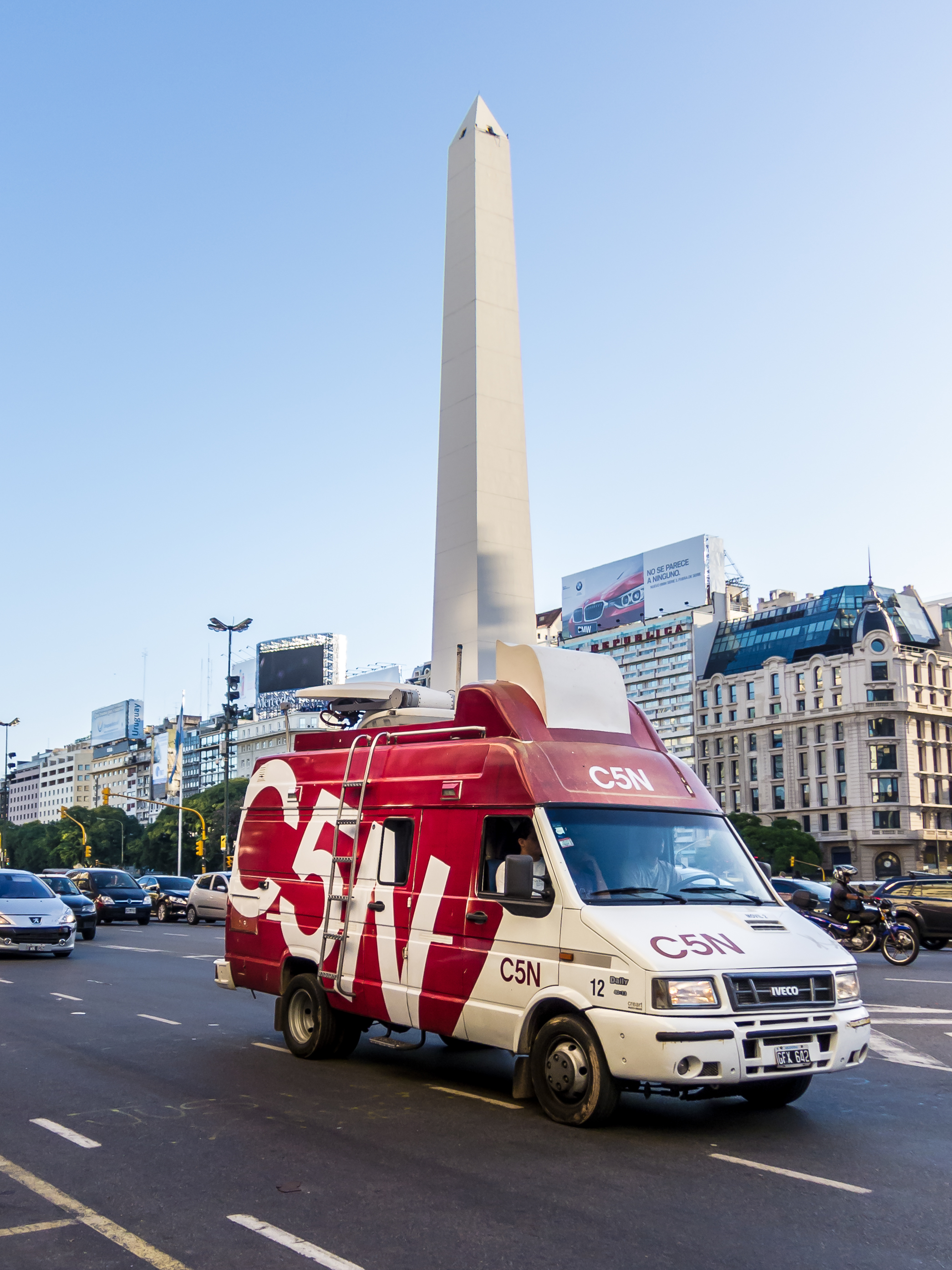
Móvil en el Obelisco.

Es uno de los canales de noticias de creación más reciente. Inició sus transmisiones el 6 de agosto de 2007 alrededor de las 7 horas, un institucional que daba al aire a C5N con el programa Mañanas Argentinas, con Claudio Rígoli y Claudia Cherasco con cinco móviles en el exterior y un helicóptero propio, además de cámaras propias para mostrar la Ciudad de Buenos Aires con los edificios en el barrio porteño de Palermo en Fitz Roy 1940 que por lo cual ese nombre de avenida fue una mala ubicación porque esa avenida de edificios actualmente desde agosto de 1994 lo anda usando por mantenimiento  los estudios de América Televisión pero númericamente N° 1650 que en 2017 el canal mudó el control en los otros edificios que tenía la ex-productora discontinuada del empresario Marcelo Tinelli, los de Ideas del Sur en Chacarita donde el mismo empresario Televisivo fundó en 2012 después del fallecimiento del periodista Juan Alberto Badía un edificio en honor a su nombre y apellido con los años de trayectoria en los medios de comunicación y también los estudios televisivos en Olleros 3551 en Capital Federal.
Su primer director fue el periodista Gustavo Mura, acompañado por Marcelo Salomone.  A Mura lo sucedió Jose Luis Rodriguez Pagano.  A Pagano lo sucedió Hugo Ferrer.  Luego seria Salomone, y una serie de otros periodistas pasarían luego también por la dirección del canal.
Desde sus comienzos, ha pasado por una renovación continua de su imagen, tanto en las gráficas, como el estudio y el logo del canal. Tras las elecciones legislativas de 2009, el canal renovó su estudio por completo. Recibió luego una actualización de su imagen, el 10 de julio de 2017.
Si bien en un principio C5N no se caracterizó por sus primicias, sus periodistas cubrieron primeros varios eventos de magnitud. Durante el terremoto de Chile de 2010, el periodista Marcos Stupenengo fue el primero en transmitir desde la zona del desastre a pocos minutos de sucedido el terremoto en ese país. Otras coberturas destacadas fueron la muerte del cantante Sandro, el sepelio de Mercedes Sosa, el rescate a los 33 mineros chilenos y las elecciones presidenciales.
El 18 de junio de 2010, el helicóptero del canal se estrelló en la localidad de Villa Martelli en el Gran Buenos Aires, provocando la muerte de su piloto y un camarógrafo. El 8 de septiembre del mismo año, abrió su canal de YouTube.
El 9 de enero de 2011, falleció una de sus conductoras, Nínawa Daher. La periodista trabajaba en el canal desde los comienzos del mismo y por entonces conducía el resumen a la medianoche. Daher, con tan solo 31 años, fue víctima de un siniestro de tránsito en el barrio de Retiro en la Ciudad de Buenos Aires mientras se encontraba de vacaciones.
El 26 de abril de 2012 Daniel Hadad, dueño de C5N, las radios 10, Mega, Pop, Vale y One, vendió las respectivas licencias al grupo Indalo, liderado entonces por el empresario Cristóbal López. Este mantuvo en los medios una línea de apoyo al kirchnerismo. Pero, de cara a la asunción de Mauricio Macri, planeó una imagen más neutral, para finalmente centrarse en una imagen opositora.
A partir del 10 de noviembre de 2015, el canal cambió su relación de aspecto a 16:9 y empezó a emitir toda su programación en formato panorámico.
En marzo de 2016 Cristóbal López, entonces presidente y poseedor mayoritario de las acciones del holding Grupo Indalo, decidió junto a su vicepresidente Fabián De Sousa, una reestructuración del grupo, realizando una división de bienes entre ambos. Esta división no fue concretada, ya que en abril de 2016 una medida cautelar de la justicia prohibió la separación de estas empresas y el traslado de las mismas, hasta tanto se regularice la deuda que Cristóbal López mantiene con la AFIP.
El edificio donde se encontraban los estudios de C5N fue vendido por el empresario Daniel Hadad en 2013 a un grupo inmobiliario. Sin embargo, el canal permaneció durante cuatro años más en estas instalaciones mediante un contrato de alquiler. En julio de 2017 los estudios de C5N se mudaron al edificio de calle Olleros donde funciona la productora de televisión Ideas del Sur, que pertenece al Grupo Indalo desde 2013. A raíz de esto el canal renovó y modernizó sus estudios por completo, además de comenzar a trasmitir en resolución 1080i y renovar su imagen estética y graphs.
El día 28 de marzo de 2018 el titular del Juzgado Comercial Nro. 5, Javier Cosentino, decretó la quiebra de Telepiu S.A., la sociedad comercial que opera C5N, Minuto Uno y CN23, integrante del Grupo Indalo.
El 11 de agosto de 2019, durante las elecciones presidenciales Argentinas, renovó en su totalidad su paquete gráfico.
El 1° de marzo de 2021, el canal renovó por completo su estudio, y desde entonces utiliza la tecnología 3D dentro del estudio, además de modificar brevemente el paquete gráfico estrenado en agosto de 2019, y manteniendo el logo estrenado en 2017.
El 8 de noviembre de 2021 tuvo lugar el lanzamiento de C5N.com.

## Controversias

### Siniestro del helicóptero (2010)
El siniestro del helicóptero de C5N fue un accidente aéreo ocurrido el 18 de junio de 2010 cuando pasadas las 9.00 el aparato modelo Bo 105 matrícula LV-WJX operado por la cadena de noticias C5N se desplomó en el barrio de Villa Martelli (partido de Vicente López), provocando la muerte de su piloto y un camarógrafo que se encontraba a bordo.

### Incidente en el 8N (2012)
Durante el 8N, una marcha opositora al gobierno de Cristina Fernández de Kirchner del 8 de noviembre de 2012, el periodista de C5N Néstor Dib, que se encontraba cubriendo la jornada desde Plaza de Mayo, fue golpeado por un manifestante por detrás, en vivo, por lo que la cámara de canal registró el instante exacto. El golpe fue ejecutado por un hombre identificado como Nicolás Ayuso, quien fue arrestado por la policía y más tarde liberado. Ayuso fue despedido de la empresa en donde trabajaba como consecuencia de esta mala actitud. Durante la marcha también fueron agredidos periodistas de diversos medios por manifestantes. También se produjeron ataques contra periodistas del programa Duro de Domar (Canal 9), uno de cuyos miembros fue rociado con gas pimienta; y Telefe Noticias (de Telefe) que sufrieron varias patadas y rotura de micrófonos y otros equipos de trabajo. También sufrieron golpes a los móviles de los canales 7 y CN23.

### Condena de la justicia por demanda del Partido Obrero (2013)
En diciembre de 2013, el juez de primera instancia Juan Pablo Rodríguez condenó al canal y al periodista Eduardo Feinmann a resarcir económicamente al Partido Obrero tras encontrarlos culpables de haber causado daños a esa organización política y a uno de sus militantes por haberlos involucrado injustamente en noticias agraviantes. El caso se remonta al año 2008, cuando, tras un desperfecto técnico que mantuvo a los pasajeros retenidos durante una hora en la formación se produjesen serios incidentes que incluyó la rotura de instalaciones y la quema de vagones en las estaciones de Merlo y Castelar. En aquella oportunidad, el periodista y el canal se habían hecho eco de algunas declaraciones de funcionarios gubernamentales, lo que dio lugar a una acción judicial por parte del PO al entender que se había montado una campaña de desprestigio en su contra.

### Elecciones presidenciales de 2015
En las elecciones presidenciales de 2015, el 25 de octubre, un minuto antes del horario fijado para la finalización de los comicios, las 18:00, la señal se anticipó en los resultados del boca de urna y dio por ganador por «amplia diferencia» a los candidatos del Frente para la Victoria, Daniel Scioli en la nación y Aníbal Fernández en la Provincia de Buenos Aires, respectivamente, cuando en la provincia finalmente ganó María Eugenia Vidal, mientras que Scioli fue el candidato más votado en primera vuelta por solo tres puntos, sin superar realmente el umbral para resultar electo, y fue derrotado en segunda vuelta por Mauricio Macri.

### Allanamiento a C5N (2016)
El 18 de marzo de 2016, las fuerzas de seguridad nacional Policía Federal, Gendarmería y Prefectura bajo órdenes del AFIP y la justicia, allanaron el edificio de C5N y otras empresas del Grupo Indalo.
Por este motivo, el Grupo Indalo emitió un comunicado sobre el evento.

### Polémica por zócalos en cadena nacional (2019)
El 5 de diciembre de 2019, días antes de que finalizara el gobierno de Mauricio Macri, durante una cadena nacional del presidente, el canal agregó zócalos en la parte inferior de la pantalla, con mensajes contra su gestión, algo que está prohibido por ley.
Silvana Giudici, presidenta del Enacom, explicó en un tuit «el artículo 75 del decreto 1225/10 reglamentario de la Ley 26 522 establece puntualmente la prohibición de sobreimpresos, alteraciones u otros agregados. C5N violó esa reglamentación de la que tiene pleno conocimiento».

## Propietarios
- Grupo Infobae (2007-2012)
- Grupo Indalo (2012-presente)